# Caja de Crédito Hipotecario
La Caja de Crédito Hipotecario fue la primera institución estatal de crédito chilena. Creada en 1855, dejó de existir en 1953 al fusionarse, junto con otras instituciones financieras públicas similares, en el Banco del Estado de Chile.

## Historia

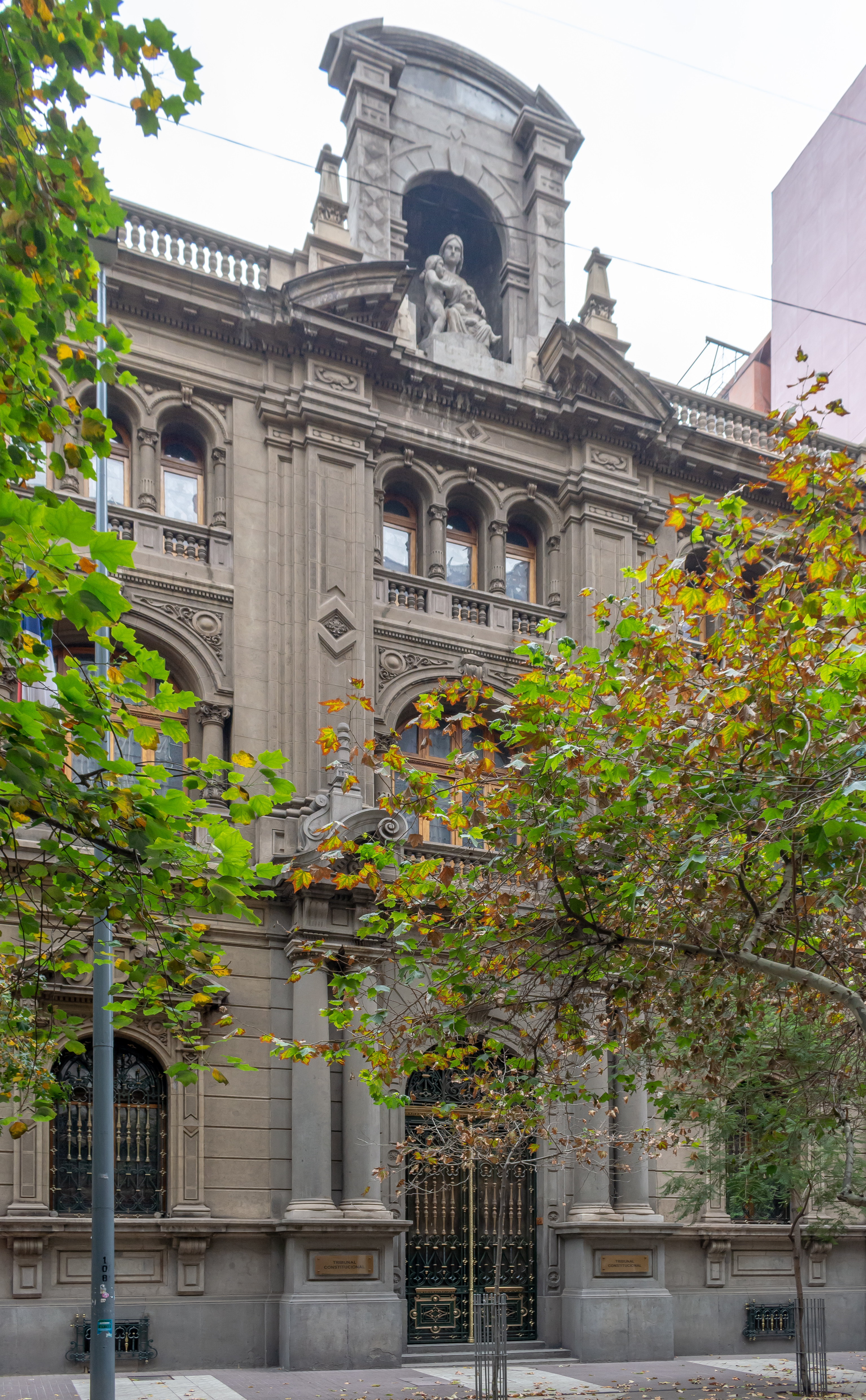
Edificio de la Caja en Santiago, obra de Ricardo Larraín Bravo (1916).

Creada por ley el 29 de agosto de 1855, fue la primera institución de crédito estatal. Realizaba operaciones relacionadas con la agricultura, la principal actividad económica nacional en ese momento. Operaba por medio del otorgamiento de créditos según la propiedad, la cual se hipotecaba. También emitía bonos para respaldar las operaciones de crédito que efectuaba. Con el paso del tiempo, se le agregaron otras actividades de crédito y ahorro. 
Por la Ley N.º 2.356 de 1910 pasó a administrar la recién creada Caja Nacional de Ahorros. En 1931 se constituyó como entidad con personalidad jurídica, por lo que dejó de administrar la Caja. En 1926 se creó la Caja de Crédito Agrario como sociedad anónima filial de la Caja de Crédito Hipotecario, y se independizó de esta última en 1932.
El Decreto de Fuerza de Ley 126 de 1953, dispuso la fusión de la Caja Nacional de Ahorros (creada en 1910), la Caja de Crédito Hipotecario, la Caja de Crédito Agrario (creada en 1926) y Instituto de Crédito Industrial en el actual Banco del Estado de Chile. El banco utiliza la expresión «desde 1855» al ser continuadora de la Caja de Crédito Hipotecario, la más antigua de todas las instituciones, aunque la creación legal del Banco del Estado es en 1953.